# Тернопольченко Михайло Дмитрович
Михайло Дмитрович Тернопольченко (28 вересня 1888, село Гаврилівка Катеринославської губернії, тепер Донецької області — розстріляний 8 лютого 1938, місто Москва, Російська Федерація) — радянський діяч, голова Коростенського і Волинського окрвиконкомів, член ВУЦВК.

## Біографія
Народився в селянській родині. Член РСДРП(б).
У 1907 році заарештований, засуджений до адміністративного заслання в місто Царицин Саратовської губернії.
З березня 1917 року — начальник Царицинської міської міліції.
З червня по вересень 1918 року — секретар революційного трибуналу, секретар штабу оборони Царицина.
З вересня 1918 року — у Військовій раді Північно-Кавказького військового округу.
З квітня по травень 1919 року — в ЦК РКП(б), в Центральному бюро військових комісарів при РВРР, в розпорядженні революційного військового трибуналу Східного фронту РСЧА.
У травні 1919 — травні 1920 року — військовий слідчий, заступник члена, завідувач слідчої частини, член революційного військового трибуналу 4-ї армії Східного фронту.
У травні — серпні 1920 року — член революційного військового трибуналу Заволзького військового округу.
У серпні 1920 — січні 1921 року — голова революційного військового трибуналу Уральського укріпленого району.
У січні — березні 1921 року — член колегії революційного військового трибуналу Московського військового округу. У березні — червні 1921 року — голова Московського відділу революційного військового трибуналу Московського військового округу. 12 червня — вересень 1921 року — голова революційного військового трибуналу Московського військового округу.
У вересні 1921 — 1922 року — в Царицинському губернському революційному трибуналі.
У 1922—1923 роках — у виконавчому комітеті Царицинської губернської ради.
З лютого 1923 по 1924 рік — заступник голови Царицинського губернського суду.
У 1924 — вересні 1925 року — голова Вологодського губернського суду.
У жовтні 1925 — березні 1926 року — завідувач адміністративно-господарського відділу і помічник керуючого справами РНК Української СРР.
У квітні 1926 — січні 1927 року — голова виконавчого комітету Коростенської окружної ради.
У лютому — грудні 1927 року — заступник голови виконавчого комітету Коростенської окружної ради.
У 1928 році — голова виконавчого комітету Волинської окружної ради в Житомирі.
У жовтні 1929 — травні 1934 року — старший помічник військового прокурора Окремої Червонопрапорної Далекосхідної армії; помічник командира корпусу Окремої Червонопрапорної Далекосхідної армії.
У травні 1934 — травні 1936 року — керуючий справами, старший інспектор Головного управління цивільного повітряного флоту при РНК СРСР.
З травня 1936 року — начальник II-го відділення Аерографічного інституту.
До серпня 1937 року — заступник директора заводу «Акрихин» міста Ногінська Московської області.
14 серпня 1937 року заарештований органами НКВС. Засуджений Воєнною колегією Верховного суду СРСР 8 лютого 1938 до страти, розстріляний того ж дня. Похований на полігоні «Комунарка» біля Москви. 
28 грудня 1966 року посмертно реабілітований.